# Жан I де Фуа
Жан I, граф Фуа (фр. Jean I de Foix), також відомий як Жан де Фуа-Грайлі (1382 — 4 травня 1436) — граф Фуаський та віконт Беарна з 1428 року, син Аршамбо де Грайї та Ізабелли де Фуа. У 1412—1428 роках був співправителем матері.

## Біографія

Герб роду Фуа-Грайї

Згідно з договором, укладеним у Тарбе 10 травня 1399 року, батьки Жана отримали Фуаське графство за умови відмови від союзу з англійцями. Жан і його брат Гастон вирушили до французького королівського двору в якості заручників.
У 1406 році Карл VI Божевільний визнав Жана спадкоємцем графства Фуа. Він брав участь у кількох військових операціях, у тому числі в облозі Бордо у 1404—1405 роках. У 1409 році Жан супроводжував арагонського короля Мартина у Сардинській експедиції проти генуезців.
У 1402 році Жан одружився з Хуаною, старшою дочкою наваррського короля Карла III. Вона була визнана спадкоємицею Наваррського трону, але померла в 1413 році. Дітей у цьому шлюбі не було.
У 1412 році, після смерті батька, Жан став графом Фуа, але до 1428 року правив спільно з матір'ю.
Під час Столітньої війни Жан де Фуа підтримував то англійців, то французів, в залежності від особистої вигоди.
У 1415 році за угодою з графом Арманьяка Бернаром VII Жан став графом Бігорри. Цей титул був визнаний за ним французьким королем у 1425 році. Із 1416 року -губернатор Дофіне, у 1425 році призначений губернатором Ланґедока і отримав віконтство Лотрек. Також він купив віконтство Вільмур.
Шляхом одруження на Хуані Урхельській, внучці арагонського короля Педро IV, повернув дому Фуа втрачені його дядьком Матьє володіння Розан і Марторелл.
Жан де Фуа помер 4 травня 1446 року.

## Родина
1 Дружина (з 1402) — Хуана, спадкоємиця Наварри.
Діти: не було.
2 Дружина (з 1422) — Жанна д'Альбре, дочка Шарля д'Альбре.
Діти:
- Гастон IV (1422—1472) — граф Фуа.
- П'єр (пом.1454) — віконт де Лотрек.

3 Дружина (з 1436) — Хуана, дочка Хайме II, графа Урхельського та Ізабели Арагонської.
Діти: не було.
Бастарди (від невідомих коханок):
- Ізабелла (пом. 1486) — з 1443 дружина Бернара, барона де Кауна
- Бернар — сеньйор де Жердерест
- Жан — барон де Міоссен, сенешаль Беарна
- П'єр — абат монастиря Сен-Круа в Бордо.